# 盈江素馨
盈江素馨（学名：Jasminum yingjiangense）为木犀科素馨属的植物。分布在中国大陆的云南等地，生长于海拔260米的地区，目前尚未由人工引种栽培。